# Scoloposcelis basilica
Scoloposcelis basilica är en insektsart som beskrevs av Drake och Harris 1926. Scoloposcelis basilica ingår i släktet Scoloposcelis och familjen näbbskinnbaggar. Inga underarter finns listade i Catalogue of Life.